# Río Blanco (Río Esmeraldas)
Der Río Blanco (spanisch für „weißer Fluss“) ist der etwa 153 km lange linke Quellfluss des Río Esmeraldas im Nordwesten von Ecuador.

## Flusslauf
Der Río Blanco entsteht am Zusammenfluss von Río Saloya und Río Mindo am Fuße der Cordillera Occidental, 40 km westnordwestlich von Quito. Er fließt anfangs in überwiegend westlicher Richtung durch das Küstentiefland im Nordwesten von Ecuador. Bei Flusskilometer 144 passiert er die nördlich gelegene Kleinstadt San Miguel de los Bancos. Bei Flusskilometer 100 trifft der Río Toachi linksseitig auf den Río Blanco. Dieser wendet sich nun nach Nordwesten. Bei Flusskilometer 75 passiert er die westlich gelegene Stadt La Concordia. Anschließend strömt der Río Blanco 20 km in Richtung Nordnordost. Auf diesem Flussabschnitt münden die Flüsse Río Salazar, Río Abundancia und Río Caoni, alle rechtsseitig, in den Río Blanco. Suf den folgenden 25 km wendet sich der Río Blanco in Richtung Südwest und erreicht die Stadt Rosa Zárate. Dort trifft der Río Quinindé von Südwesten kommend auf den Río Blanco. Dieser fließt noch 20 km in überwiegend nordnordöstlicher Richtung, bevor er sich mit dem Río Guayllabamba zum Río Esmeraldas vereinigt. Der Flusslauf des Río Blanco liegt in den Provinzen Pichincha, Santo Domingo de los Tsáchilas und Esmeraldas.

## Einzugsgebiet
Der Río Blanco entwässert ein Areal von schätzungsweise 8500 km² an der Westflanke der Cordillera Occidental und dem westlich vorgelagerten Küstentiefland. Das Einzugsgebiet reicht vom Vulkan Guagua Pichincha im Norden bis zur Caldera Quilotoa im Süden.